# Cinnamomum jensenianum
Cinnamomum jensenianum là loài thực vật có hoa trong họ Nguyệt quế. Loài này được Hand.-Mazz. miêu tả khoa học đầu tiên năm 1921.